# Force 8
Pour plus de détails, voir Fiche technique et Distribution.
Force 8 est un film à suspense français réalisé en 1972 par Pierre Sisser et sorti en 1974.

## Synopsis
Des jeunes gens idéalistes, après une action violente contre un camion postal, investissent le voilier d'un professeur de philosophie.

## Distribution
- Christian Alers : Monsieur Tavel, le professeur
- Agnès Desroches : Catherine
- Didier Kaminka : Franck
- Pierre Fuger : Eric
- Philippe Normand : Jean-Claude
- Jérôme Nobécourt : Alain